# Virgínia (Minas Gerais)
Virgínia é um município brasileiro do estado de Minas Gerais, Região Sudeste do país. Situa-se na Microrregião de Itajubá e na Mesorregião do Sul e Sudoeste de Minas. Sua população, estimada em 2022 pelo Instituto Brasileiro de Geografia e Estatística (IBGE), era de 8 908 habitantes. Sua área territorial é de 326,42 km².